# La Misma Gente
La Misma Gente est un groupe de salsa colombien fondé en 1978 à Palmira, à une trentaine de kilomètres à l'est de Cali, par Jorge Herrera, leader et timbalero, et le claviériste Jaime Henao. 
Il est devenu l'un des groupes de salsa emblématiques de Cali aux côtés de Grupo Niche et Orquesta Guayacán, bien que contrairement à ces groupes, le groupe était originaire de la Valle del Cauca et était issu d'un groupe lycéen principalement composé de blancs.
Les premiers disques du groupe sont inspirés du son du quatuor de trompettes du groupe portoricain Sonora ponceña, que Jaime Henao avait écouté dans sa jeunesse, mais élargi avec deux saxophones et un trombone.
Les premières chansons à succès du groupe étaient "Juanita Ae" et "Titico". Les succès ultérieurs incluent "Hasta Que Llegaste" et "No Hay Carretera". Les chanteurs ont changé au cours des 30 ans du groupe, mais sur le DVD 30 Aniversario, les chanteurs sont Rey Calderon et Nelson Morales.

## Discographie
- En su Salsa (Sonolux, 1986)
- La Misma Gente Orquesta (Sonolux, 1987)
- Suena!! (Sonolux, 1988)
- En la Jugada (Sonolux, 1989)
- Sencillamente Genial ... Perfume De París (Combo Records, 1990)
- El Loco/¡Ah ... tu Sabes! (Combo Records, 1991)
- Cambios (Combo Records, 1992)
- Caliche (Codiscos, 1993)
- Siempre (Codiscos, 1994)
- Nos Quedamos con la Salsa (Codiscos, 1995)
- Caminantes (Fonocaribe, 1998)
- Con Sabor Internacional (Latino's & Co., 2001)
- 25 Aniversario (Latino's & Co, 2004)
- 30 Aniversario, Pasado y Presente (Discos Fuentes, 2012)
- Mi Promesa Soltera (Discos Fuentes, 2013)
- Soltero Llevao (Discos Fuentes, 2014)